# Ninja Gaiden: Master Collection
Ninja Gaiden: Master Collection è un videogioco della serie Ninja Gaiden uscito il 10 giugno 2021 per PlayStation 4, Xbox One, Nintendo Switch e Microsoft Windows.
Il videogioco contiene le versioni rimasterizzate di Ninja Gaiden Sigma, Ninja Gaiden Sigma 2 e Ninja Gaiden 3: Razor's Edge.

## Novità
- Tutti i vecchi DLC dei giochi originali sono compresi nel gioco.
- Aggiunte nuove missioni nella modalità "prove ninja" in Ninja Gaiden Sigma.
- Aggiunta la modalità "sopravvivenze" in Ninja Gaiden Sigma.

## Retrocompatibilità
È possibile giocare il titolo su PlayStation 5 e Xbox Series X e Series S tramite retrocompatibilità.